# Slussen

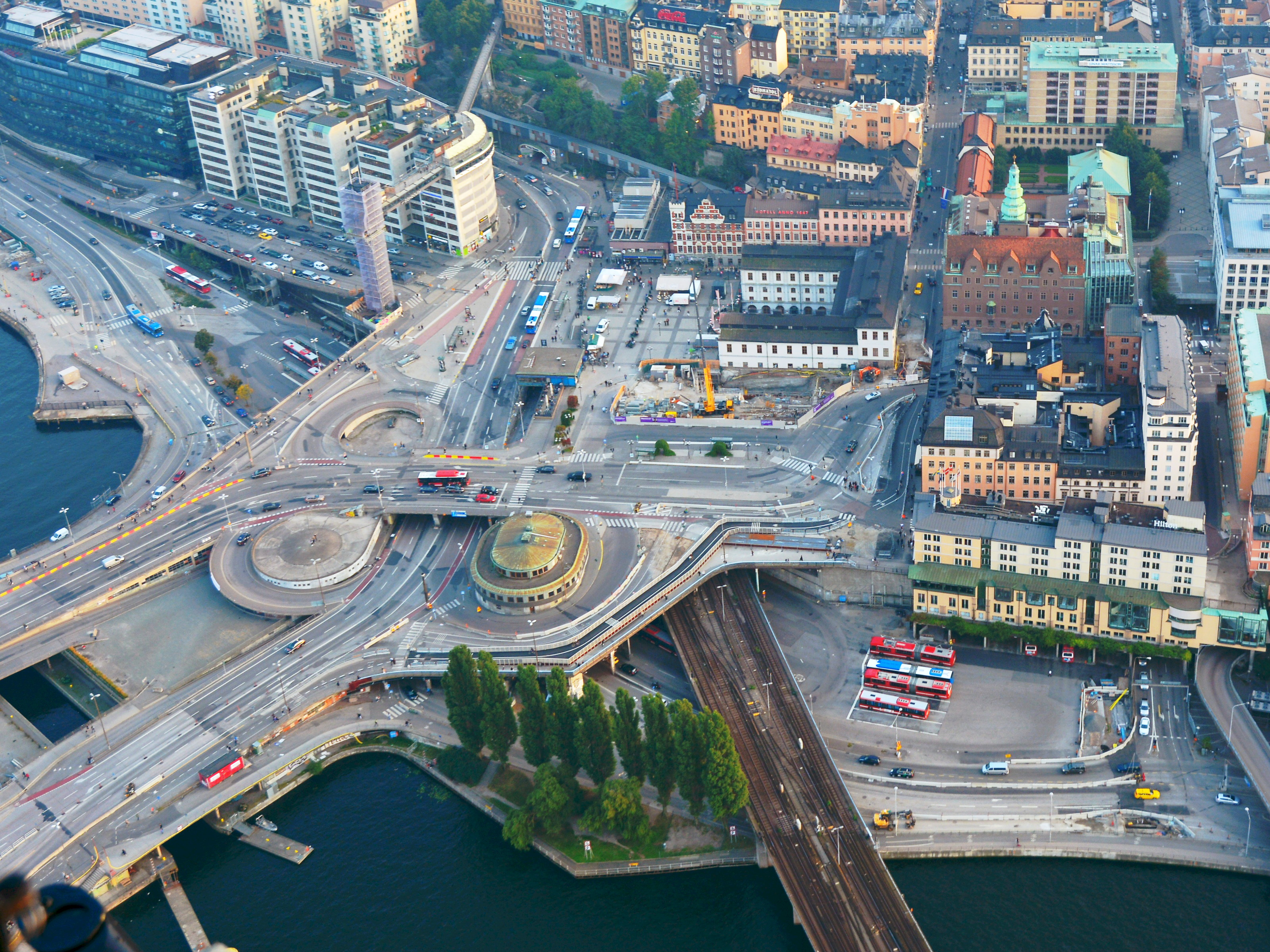
Vista aerea del vecchio Slussen nel 2014

Slussen (in svedese "chiusa") è una zona centrale di Stoccolma, situata fra il lago Mälaren e il Mar Baltico.
Slussen è un importante nodo nel sistema di trasporti cittadino: oltre alla stazione della metropolitana, vi è infatti un terminale di bus diretti verso Nacka e Värmdö, ed una stazione ferroviaria da cui partono varie tratte locali per la zona meridionale di Stoccolma e dintorni. Slussen combina infatti intersezioni stradali, reti di autobus, metropolitane e collegamenti navali in uno spazio relativamente piccolo, seppur abbia in passato attirato critiche per un massiccio uso di calcestruzzo nella sua costruzione.
Qui è presente il Katarinahissen, ascensore che collega l'area di Slussen con quella di Södermalm.
A partire dal 1º ottobre 2015, la demolizione dell'edificio Kolingsborg ha dato il via ad una serie di lavori per un profondo rinnovamento dell'intera zona. Nel giugno del 2016 è iniziato l'abbattimento della restante parte. Il 25 ottobre 2020 è stato inaugurato il nuovo Slussbron, comunemente noto come "Guldbron" ("ponte dorato"), ponte per il traffico stradale nonché per pedoni e ciclisti che collega la città vecchia Gamla stan all'isola di Södermalm. Esso ha rappresentato tuttavia solo uno dei tanti lavori di costruzione del nuovo Slussen, dato che l'edificazione della nuova area è prevista ancora per alcuni anni a seguire.

## Galleria d'immagini

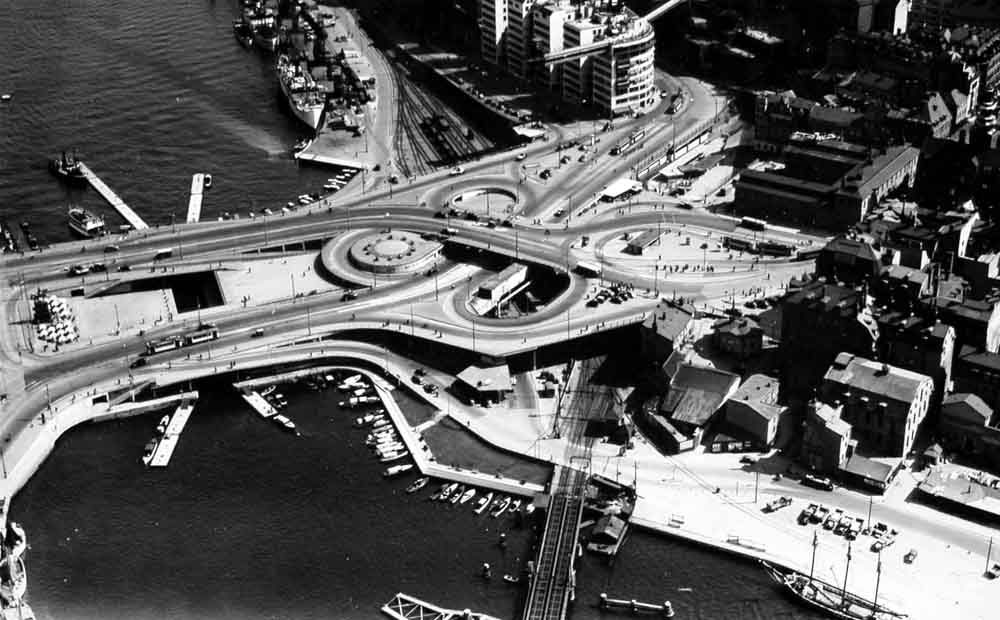
Veduta aerea di Slussen negli anni '30
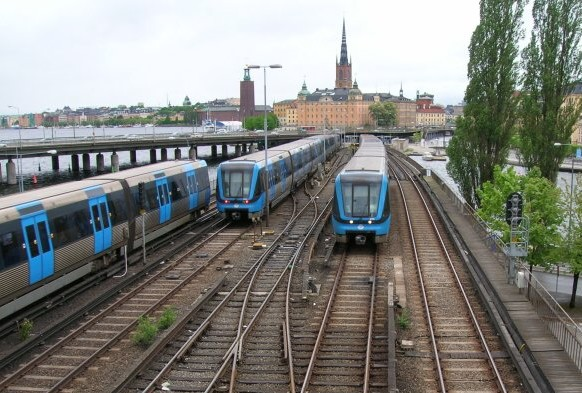
Slussen e la metropolitana nel 2005
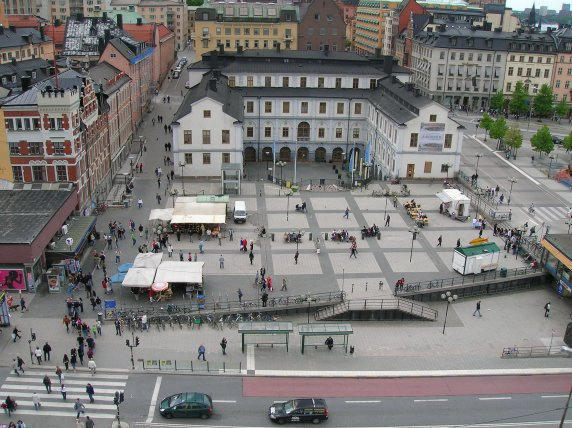
Ryssgården visto dal Katarinahissen nel 2005